# Casa de Stevan Mokranjac en Belgrado
La casa de Stevan Mokranjac en Belgrado es importante como la casa donde vivió y trabajó el famoso compositor Stevan Stojanović Mokranjac durante su estancia en Belgrado. La casa se encuentra en el rincón de las calles Dositejeva 16 y Gospodar Jevremova.
La casa fue construida como una casa de familia de Jakov Damjanović, el contratista de la construcción, en 1872. Desde julio de 1878 hasta mayo de 1879, la casa servía como alojamiento de la organización humanitaria del Instituto inglés para huérfanos serbios, después llamada El instituto de huérfanos serbios, fundada por el médico inglés Henry Ciman, después de las guerras ((en serbio) srpsko-turski ratovi), y para necesidades de la organización una ala de jardín fue añadida más tarde.
En la casa vivía y trabajaba Stevan Stojanović Mokranjac (1856—1914) el más prominete compositor y director de coro serbio, maestro y colector de melodías populares, con las que enriqueció la música artística. Perfeccionaba sus estudios de música en Alemania y Italia. Fue el representante del realismo músico y una de las figuras más importantes en la historia de música serbia durante la transición del siglo XIX al siglo XX. Su éxito más importante fue su obra Руковети, y la Liturgía de San Juan Crisóstomo, una de las piezas de la música espiritual más importantes y más interpretadas.

## Arquitectura
En términos arquitectónicos, la casa representa una versión más reducida de los clásicamente concebidos edificios de viviendas de una sola planta de la segunda mitad del siglo XIX. El edificio es de una planta, pero muy monumental, con un jardín espacioso. Las cornisas horizontales aportan a una división armoniosa de la fachada, junto con las pilastras que dividen las ventanas. La casa es un buen ejemplo de una construcción y artesanía de buena calidad en la arquitectura de Belgrado en principio de los años ochenta del siglo XIX, cuando las influencias de la arquitectura de Europa Occidental empezaron a aceptarse más en la aplicación de elementos decorativos.
Por la excepcional figura histórica que vivía en esta casa, pero también por su valor arquitectónica auténticamente preservada, la casa de Stevan Mokranjac fue declarada el monumento nacional. (La decisión,Boletín Oficial de la ciudad de Belgrad, no. 4/83)